# Toribio Mendoza
Toribio Domingo Mendoza (Cerritos Blancos, Provincia de San Luis, abril de 1847 - Buenos Aires, octubre de 1891) fue un político argentino, gobernador de la provincia de San Luis entre 1878 y 1881.

## Biografía
Estudió en Buenos Aires e hizo casi toda la carrera de abogacía, aunque no se llegó a recibir. Tenía un aspecto de gaucho inculto enfundado en un traje, que su carrera política desmintió.
A su regreso a San Luis fue fiscal y luego diputado provincial por el Partido Autonomista Nacional, opositor de los gobernadores Juan Agustín Ortiz Estrada y Lindor Quiroga.
Al renunciar Quiroga por el fracaso de la Revolución de 1874, el nuevo gobernador, Rafael Cortés, lo nombró su secretario; ejerció de hecho como ministro de gobierno. En 1875, Cortés lo nombró jefe de policía, cargo en que se destacó persiguiendo a los bandoleros que aún dominaban parte de la sierra y de las "travesías" del desierto.
Fue diputado nacional desde mayo de 1873 y apoyó la política del presidente Nicolás Avellaneda.
Fue elegido gobernador en abril de 1878 y asumió el 8 de mayo. Su provincia era la más despoblada y la más pobre de las provincias argentinas, por lo que sus modestas obras de gobierno deben entenderse en esa perspectiva. Construyó un mercado y un matadero municipales, una escuela normal de maestras, una cárcel, un cuartel militar y la comisaría de la capital. La ciudad de Villa Mercedes tuvo un desarrollo importante, pero más por la iniciativa privada que por las obras públicas. Tal vez sus obra más importantes fueron el comienzo del Dique La Florida y las primeras vías del Ferrocarril al Pacífico, que llevaron muchos años de esfuerzos.
En la política nacional, apoyó sin límites al candidato de Avellaneda a la presidencia, general Julio Argentino Roca, y aportó contingentes provinciales para aplastar la Revolución de 1880.
Su sucesor, Zoilo Concha, lo nombró representante de la provincia en la exposición continental de Buenos Aires. Poco después actuó en un complicado pleito de límites con Córdoba; dado que el conflicto estaba lejos de resolverse, estableció las condiciones en que serían administradas las zonas en litigio.
En 1882 fue senador nacional, cargo que representa la culminación clásica de la carrera política de los gobernadores de la época. Falleció en Buenos Aires en 1891.
Su hijo, también llamado Toribio Mendoza, fue gobernador interino de la provincia en cuatro oportunidades, entre 1928 y 1938, y gobernador titular entre 1938 y 1942.